# ヨーガン・レール
ヨーガン レール（Jurgen Lehl、1944年 - 2014年9月23日）は、日本で活動したテキスタイルデザイナー/ファッションデザイナー。ポーランド生まれのドイツ人。

## 来歴
幼いころは祖母と暮らしていた。10代後半でパリに渡り、デザインを学ぶ。パリ・ニューヨークでテキスタイル・デザイナーとして活躍。1971年に来日。当初は旅行で3、4ヶ月滞在するだけのはずが、仕事の依頼もありそのまま六本木で定住する事となった。翌1972年にファッションブランド「ヨーガンレール」を立ち上げる。
1974年、表参道にショップをオープン。1・2階が前面ガラス張りの建物で、オリエンタルテイストの生活雑貨と布が中心の品揃えであった。このビルが取り壊された後、店舗は「ラフォーレ原宿」へと移転する。当時本社は竹芝にあったが、ゆりかもめの開通に伴い東京都から立ち退きを求められた。ヨーガンは「緑や水辺のある場所を」と強く要望し、それを受けて都が提案した清澄の倉庫を改造し1993年に移転した。
丸の内新国際ビル1階の「ヨーガンレール丸の内店」をはじめ、全国にショップを展開。その中で新たに生まれたブランド「ババグーリ」の専門取り扱い店舗が、2006年4月6日に清澄白河本社1階にオープンした。
1999年ごろに石垣島に移住し、六本木の自宅と、沖縄県に持っている別宅で生活している。六本木ヒルズ等の影響で自宅マンションにも大手ディベロッパーから開発の打診が来たというが、高層建築よりも緑を好むヨーガンはそれを断り本社近くに新居を建設中である（2006年9月現在）。
2014年9月23日、沖縄県石垣島にて自動車事故のため死去。
晩年、日課で清掃していた沖縄の浜辺で拾ったゴミで照明器具を制作していたことを受け、没後の2015年7月18日より、東京都現代美術館でそれらを展示した『おとなもこどもも考える ここはだれの場所？』展を開催。

## ブランド

### ヨーガンレール
天然素材の持ち味を活かした服つくり。常に真摯な眼差しで自然と向き合い、そこから得たインスピレーションをモチーフにするという。機械での布作りは1枚1枚に違いが無く退屈であると言い、それを回避する一番の方法として「首尾一貫した手仕事」を挙げ実行している。主に日本、アジア諸国などで布作りが為されている。
丸の内の路面店を初め、北海道から沖縄県でのショップ展開。店舗のデザインや家具までのデザインも手がける。

### ババグーリ
一貫して天然素材を用いたもの作りを続ける中で、職人による更に複雑な手仕事への憧れや商品化へのビジョンが明確になり、「ヨーガンレール」から新たに誕生したブランド。手紡ぎ手織り草木染めコットンを用いた手ぬぐいなど、素材はヨーガンレールに比べるとカジュアルなスタイルであるが、逆にそれが手仕事の形跡を際立たせている。加えて無垢のチーク材の家具、沖縄県の畑でデザイナー自身によって栽培されたお茶、石けんのような天然物の生活雑貨も取り扱う。2006年には「竹は地球を救う」というコンセプトのもと、木材に比べて成長・再生の期間が短い孟宗竹を用いた家具を発表するなど、自然への思い入れがより一層強くなっている。
「ババグーリ」（Babaghuri）とは、インド・グジャラート地方で採取される瑪瑙の呼び名である。

## 関連
- 「酸化した鶏肉」を口にしたことがトラウマとなって肉類全般に嫌気がさし、ベジタリアンとなった。この影響でヨーガン・レール社の社員食堂では肉類は一切提供されていない。
- 多様なジャンルの作家と交流があるが、特に漆師の赤木明登とは1998年に商品の漆器制作を依頼するなど親交が深い。赤木の著書『茶の箱』（ラトルズ、2004年11月）では、赤木明登、安藤雅信、内田鋼一、長谷川竹次郎と共に、金工や陶芸とのコラボレーションで茶の箱16セットを制作する企画に参加した。
- ヒカシューがファッション・ショーのための音楽を担当した事がある。これをベースとしたアルバム『私の愉しみ』が1984年にインディーレーベル、バルコニーからリリースされた。

## 出版物
- 『メイド・イン・ジャパン—ヨーガン・レールのテキスタイル』 Parco出版、1983年1月。ISBN 4891940735
- 『ゾモ』 ヨーガンレール、2002年3月5日。ISBN:499011390X
- 『ころも ヨーガンレールの布』 高木由利子共著、2002年2月。ISBN 4990113918
- 『ダチ』 高木由利子共著、2005年4月。ISBN 4899771088
- 『Babaghuri』ヨーガンレール、2005年12月 ISBN 4990113926
  - 全てペーパーバックの写真集。他、シーズンによって服飾カタログを販売する場合もある。
- 『ヨーガンレールの社員食堂』 高橋みどり著、2007年10月25日、PHP研究所、ISBN 978-4-569-69554-9